# Sainte-Marthe-sur-le-Lac
Sainte-Marthe-sur-le-Lac – miasto w Kanadzie, w prowincji Quebec.